# Oliver Scholz

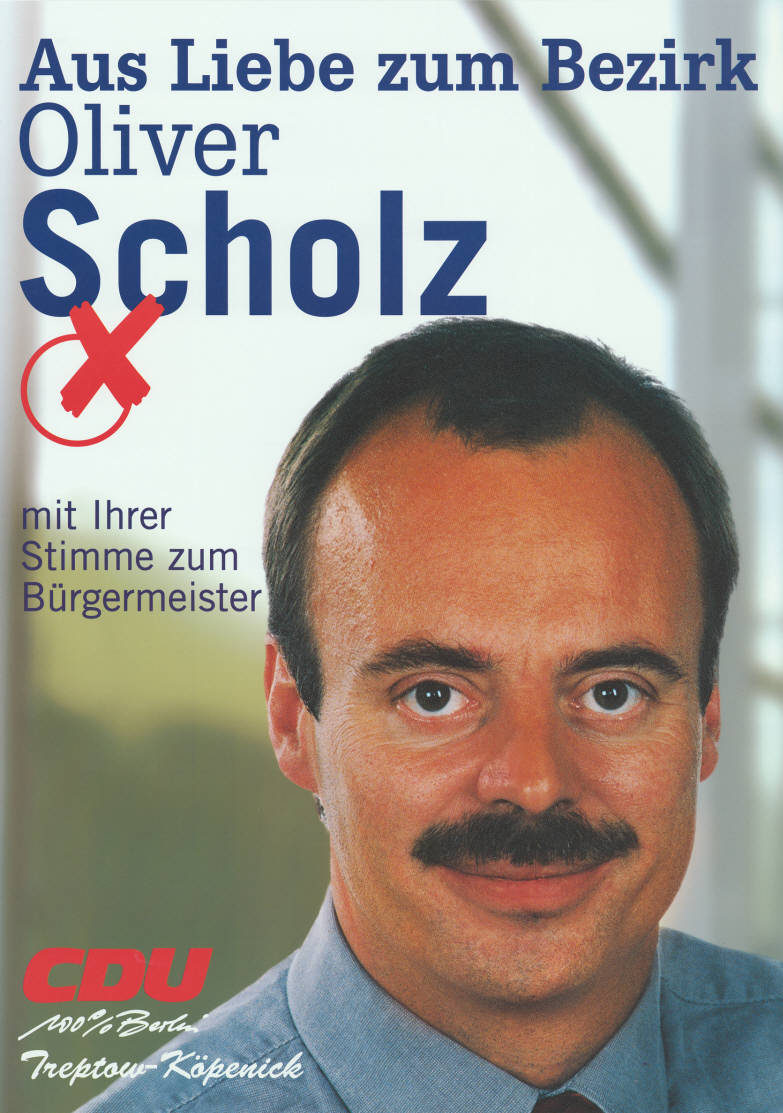
Oliver Scholz auf einem Wahlplakat zur Abgeordnetenhauswahl 2001

Oliver Scholz (* 10. Februar 1960 in Berlin) ist ein Berliner Politiker (CDU). Er war Mitglied des Abgeordnetenhauses von Berlin.

## Leben
Oliver Scholz legte 1979 sein Abitur mit Berufsausbildung ab. Es folgte ein Fernstudium zum Diplomökonom an der Technischen Universität Dresden. Danach war er Abteilungsleiter für Werbung und Messen, Fachgeschäftsleiter, Gastronom und als Bauleiter tätig. Er ist verheiratet und hat ein Kind.

## Politik
Oliver Scholz trat 1986 der CDU bei. Er war von 2001 bis 2003 stellvertretender Landesvorsitzender der Berliner CDU und zudem von 2002 bis 2005 Kreisvorsitzender CDU Treptow-Köpenick. Von 2003 bis 2005 saß er außerdem als Beisitzer im Landesvorstand.
Von 1990 bis 1999 war er Mitglied der Bezirksverordnetenversammlung in  Köpenick und von 2001 bis 2006 Mitglied der Bezirksverordnetenversammlung in Treptow-Köpenick. Dazwischen wirkte er als Baustadtrat im Bezirk Köpenick.
Er saß von Oktober 2006 bis Oktober 2011 als Mitglied im Abgeordnetenhaus von Berlin. Er war dort Mitglied im Ausschuss für Europa- und Bundesangelegenheiten, Medien, Berlin-Brandenburg, im Ausschuss für Stadtentwicklung und Verkehr sowie im Petitionsausschuss.
Ins Parlament zog er über die Bezirksliste Treptow-Köpenick ein.
2012 trat Scholz bei der Bürgermeisterwahl in Schöneiche bei Berlin an, unterlag aber gegen den parteilosen Amtsinhaber Heinrich Jüttner.